# Tony Hrkac
Anthony John „Tony“ Hrkac (* 7. Juli 1966 in Thunder Bay, Ontario) ist ein ehemaliger kanadischer Eishockeyspieler und -scout, der im Verlauf seiner aktiven Karriere zwischen 1984 und 2005 unter anderem 799 Spiele für die St. Louis Blues, Nordiques de Québec, San Jose Sharks, Chicago Blackhawks, Dallas Stars, Edmonton Oilers, New York Islanders, Mighty Ducks of Anaheim und Atlanta Thrashers in der National Hockey League auf der Position des Centers bestritten hat. Seinen größten Karriereerfolg feierte Hrkac, der 1987 mit dem Hobey Baker Memorial Award als bester Collegespieler der Vereinigten Staaten ausgezeichnet wurde, in Diensten der Dallas Stars mit dem Gewinn des Stanley Cups im Jahr 1999.

## Karriere
Hrkac begann seine Karriere von 1982 bis 1984 in den unterklassigen kanadischen Juniorenligen. Im Sommer 1984 wechselte er an die University of North Dakota, um dort neben dem Studium für die Universitätsmannschaft Spiele in der Western Collegiate Hockey Association der National Collegiate Athletic Association zu bestreiten. Er verließ das College bereits nach einem Jahr und verbrachte die folgende Spielzeit mit dem kanadischen Nationalteam. Zur Saison 1986/87 kehrte der Kanadier an die University of North Dakota zurück und führte die Mannschaft mit seinen 116 Punkten in 48 Spielen zum Gewinn der nationalen Meisterschaft. Hrkac selbst wurde mit Auszeichnungen, darunter der Hobey Baker Memorial Award für den besten College-Spieler des Jahres, überhäuft. 
Noch in derselben Spielzeit verpflichteten ihn die St. Louis Blues, die ihn bereits im NHL Entry Draft 1984 in der zweiten Runde an 32. Stelle ausgewählt hatten, für die Playoffs. Ab der Saison 1987/88 gehörte der Center dann zum Stammpersonal des NHL-Kaders der Blues, ehe er im Verlauf der Spielzeit 1989/90 erstmals Teil eines Transfergeschäftes war und zu den Nordiques de Québec abgegeben wurde. Nach eineinhalb Jahren in der franko-kanadischen Metropole wurde er im Tausch für Greg Paslawski zu den neu gegründeten San Jose Sharks transferiert, die ihn wiederum nach kurzer Zeit zu den Chicago Blackhawks schickten. Da der Kanadier dort, wie auch in San Jose, keinen festen Platz im NHL-Kader erhielt, kehrte er als Free Agent im Sommer 1993 zu den St. Louis Blues zurück. Diese setzten ihn in der Spielzeit 1993/94 in lediglich 36 Spielen ein, und es dauerte bis zur Saison 1997/98, ehe Hrkac, diesmal im Trikot der Dallas Stars, wieder ein NHL-Spiel bestritt. In der Folge wechselte er diverse Male die Mannschaft bedingt durch Transfergeschäfte, Platzierungen auf der Waiver-Liste und Vertragsabschlüsse als Free Agent. So gehörte er zwischen 1997 und 2004, dem Jahr, als er seine Karriere beendete, neben den Dallas Stars, den Organisationen der Edmonton Oilers, Pittsburgh Penguins, Nashville Predators, New York Islanders, Mighty Ducks of Anaheim und Atlanta Thrashers an. In seiner Karriere absolvierte Hrkac 758 NHL-Partien und verbuchte 371 Punkte.
Im Sommer 2007 übernahm Hrkac das Amt des Trainers an der Concordia University Wisconsin, die im September 2006 beschlossen hatte, Eishockey in ihr Sportangebot aufzunehmen. Zum Ende der Saison 2008/09 kehrte Tony Hrkac als aktiver Spieler zurück, als er von den Houston Aeros aus der AHL unter Vertrag genommen wurde. Mit den Aeros erreichte er das Playoff-Halbfinale. Nach diesem Erfolg pausierte er erneut. Im März 2010 unterschrieb er wieder einen Vertrag bei den Houston Aeros und verblieb dort bis Saisonende, bevor er seine Karriere im Alter von knapp 44 Jahren endgültig beendete. Zur Saison 2015/16 erhielt Hrkac eine Stelle als Scout bei den Tampa Bay Lightning.

## Erfolge und Auszeichnungen
| - 1987 WCHA First All-Star Team - 1987 WCHA Most Valuable Player - 1987 NCAA West First All-American Team - 1987 NCAA Division I Championship mit der University of North Dakota - 1987 NCAA Championship All-Tournament Team - 1987 NCAA Championship Tournament MVP - 1987 Hobey Baker Memorial Award | - 1993 Leo P. Lamoureux Memorial Trophy - 1993 James Gatschene Memorial Trophy - 1993 IHL First All-Star Team - 1999 Stanley-Cup-Gewinn mit den Dallas Stars - 2004 Calder-Cup-Gewinn mit den Milwaukee Admirals - 2008 Sperrung der Trikotnummer 26 durch die Milwaukee Admirals |

## Karrierestatistik
(Legende zur Spielerstatistik: Sp oder GP = absolvierte Spiele; T oder G = erzielte Tore; V oder A = erzielte Assists; Pkt oder Pts = erzielte Scorerpunkte; SM oder PIM = erhaltene Strafminuten; +/− = Plus/Minus-Bilanz; PP = erzielte Überzahltore; SH = erzielte Unterzahltore; GW = erzielte Siegtore; 1 Play-downs/Relegation; Kursiv: Statistik nicht vollständig)